# Picco della Croce
Il Picco della Croce (3.135 m s.l.m. - Wilde Kreuzspitze in tedesco) è una montagna delle Alpi della Zillertal nelle Alpi dei Tauri occidentali. È la montagna più alta dei monti di Fundres.

## Descrizione
Si trova in Alto Adige e non lontano dal confine con l'Austria. Alla sua base meridionale si trova il lago Selvaggio (in ted. Wilder See). La punta di questa montagna è doppia: la più alta misura 3.135 metri, mentre la croce della vetta si trova a 3123 metri s.l.m..
Si può salire sulla vetta partendo dal rifugio Bressanone (2.270 m), o dal piccolo villaggio di Fane (1.730 m). In alternativa si può salire dal sentiero che parte da Borgone in val di Vizze (1.374 m) e passando dal rifugio Vipiteno (2.344 m), ormai chiuso da anni, si accede alla cima.
Il 9 agosto 2011 sono stati ritrovati due corpi carbonizzati probabilmente tedeschi, a cento metri dalla vetta. Secondo le prime ricostruzioni i due sarebbero stati carbonizzati dopo che un fulmine li ha colpiti.

## Toponimo

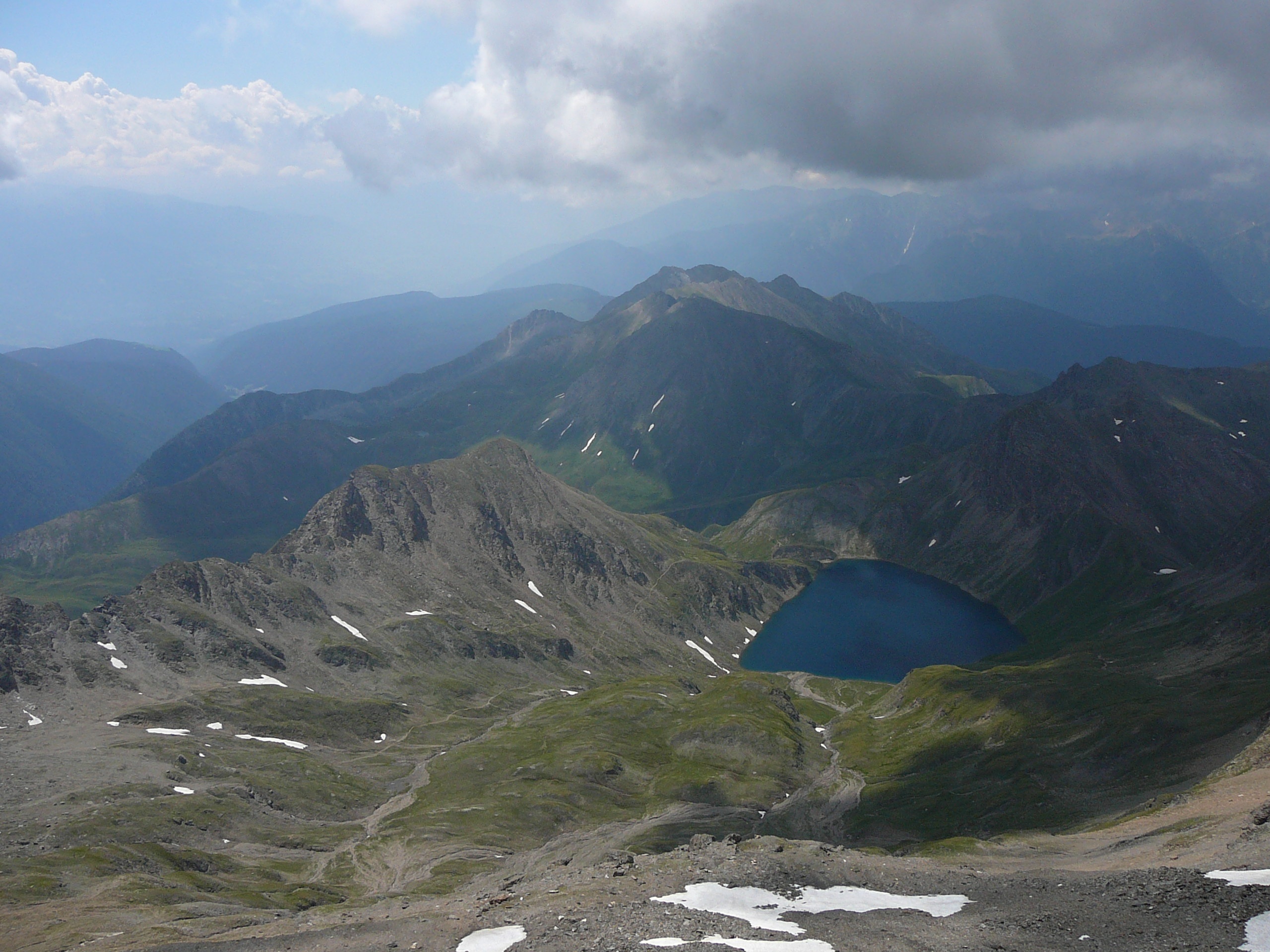
Il lago Selvaggio visto dal Picco della Croce

Il nome tradizionale della montagna è attestato nel 1770 come Wilde Kreuz e nel 1840 come Wildenkreuz-Spitze ed è rinconducibile all'aspetto selvaggio (in tedesco "wild") della zona d'alta montagna. Il nome italiano, creato da Ettore Tolomei, riprende questo significato.